# TOKYOストーリーズ
『TOKYOストーリーズ～ダンディズム東京～』（トウキョウストーリーズ～ダンディズム東京～）は、2020年に向けて注目が集まる“TOKYO”を「五感」をフルに活用し発信し、表現するバラエティ番組。

## 概要
今回は、現在気鋭のクリエイターとしても注目されている、秋山率いる芸人ロバートが、「ダンディズム東京」をテーマに大人の東京を体感する。
東京というこの街で、自分が理想とする男になる。今を生きる男たちが織りなす和と洋のダンディズム。

## 出演
- ロバート

## 放送リスト
| 回 | 放送日             | 放送時間      | ゲスト | 備考                     |
| -- | ------------------ | ------------- | ------ | ------------------------ |
| 1  | 2019年9月3日 (火)  | 23:00 - 23:30 |        | ダンディズム東京～前編～ |
| 2  | 2019年9月10日 (火) | 23:20 - 23:50 |        | ダンディズム東京～後編～ |

## スタッフ
※第23回・24回放送分
- 企画・編成：河本晃典
- 構成：南山幸浩
- ナレーション：ジャンボたかお（レインボー）
- ピアノ：松本あかね
- メイク：栗原佐代子
- スタイリスト：古澤愛
- カメラ：中嶋留威、小菅由晶
- 音声：山崎勝彦
- 音響効果：中村鉄太郎
- 編集：五郎丸亮
- MA：遠藤寛也
- 技術協力：よしもとブロードエンタテインメント、BULLBULL
- 広報：茨木紗希
- AD：野村夏帆、大崎大地
- ディレクター：成田真司、内藤恵子
- 演出：馬場省吾
- プロデューサー：しんどうこうすけ、鈴木一慶、菊池吉太郎
- 制作協力：つくりて
- 制作著作：BSフジ、吉本興業